# Chiminiczy
Chiminiczy (biał. Хімінічы; ros. Химиничи, Chiminiczi) – wieś na Białorusi, w obwodzie witebskim, w rejonie orszańskim, w sielsowiecie Wuscie.